# Королевские регалии в Лувре
Королевские регалии — знаки царской, королевской и императорской власти. В Лувре хранится несколько предметов, использовавшихся во время коронаций французских королей и императоров. Большая часть их выставлена в Галерее Аполлона, часть — в залах предметов средневекового искусства.

## Регалии во время Великой Французской Революции
До революции регалии хранились в Аббатстве Сен-Дени, откуда для каждой коронации их торжественно перевозили в Реймсский собор. В момент революции в Сен-Дени хранилось как минимум 12 корон и 10 королевских посохов. 12 ноября 1793 года по решению Национального конвента драгоценности аббатства Сен-Дени (а также сокровища Сент-Шапели) во избежание разграбления были переданы комиссии, занимавшейся памятниками истории (фр. Commission des Monuments). Комиссия разделила регалии на две части: предметы, достойные быть выставленными в создаваемом в те времена Музей французских монументов, и предметы, слишком сильно связанные со Старым режимом, которые отправили на переплавку. Среди первых были, в частности, меч, шпоры и брошь коронации, верхняя часть скипетра Карла V. Во вторую категорию попали все королевские короны.

## Регалии при Наполеоне
Для создания регалий своей коронации 2 декабря 1804 года Наполеон приказал частично использовать остатки старых королевских регалий, хранившихся в Музее французских монументов, частично создавать новые регалии. Работы были поручены ювелиру Бьенне. Созданные при этом регалии не были просто улучшенными копиями королевских регалий — так, вместо традиционной короны Наполеон решил использовать золотой лавровый венок (изготовленный Бьенне, венок состоял из 56 золотых лавровых листов и 42 золотых ягод лавра), к традиционному скипетру и руке правосудия добавилась держава.
Регалии Наполеона были уничтожены в 1819 году, но их до сих пор можно видеть на картинах той эпохи, например на «Коронации Наполеона» Давида.

## Сохранившиеся регалии

### Шпоры Карла Великого
Шпоры коронации (фр. Éperons du sacre), иногда называемые Шпорами Карла Великого, являются самыми старыми сохранившимися до наших дней коронационными шпорами, они датируются концом XII века.

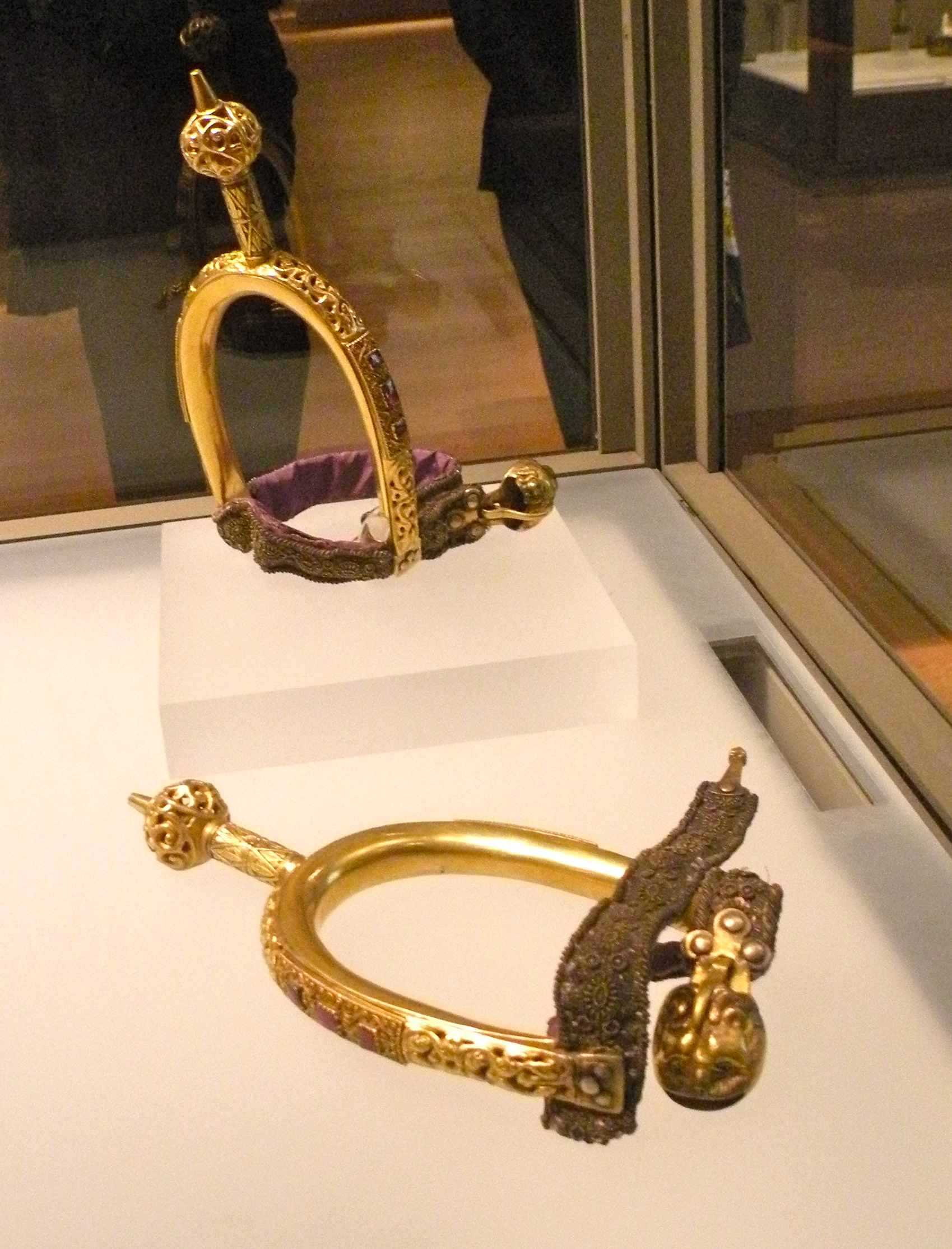
Шпоры коронации

Шпоры украшены золотыми головами драконов, а также золотыми переплетёнными листьями. Около остриев шпор — ажурные золотые шарики. Филигранные золотые пластинки с инкрустированными драгоценными камнями, а также львиные головы были добавлены позже, при реставрации по поводу коронации Генриха II (1547 год).
Ремни на шпорах были заменены в 1825 году по поводу коронации Карла X.

### Меч Карла Великого

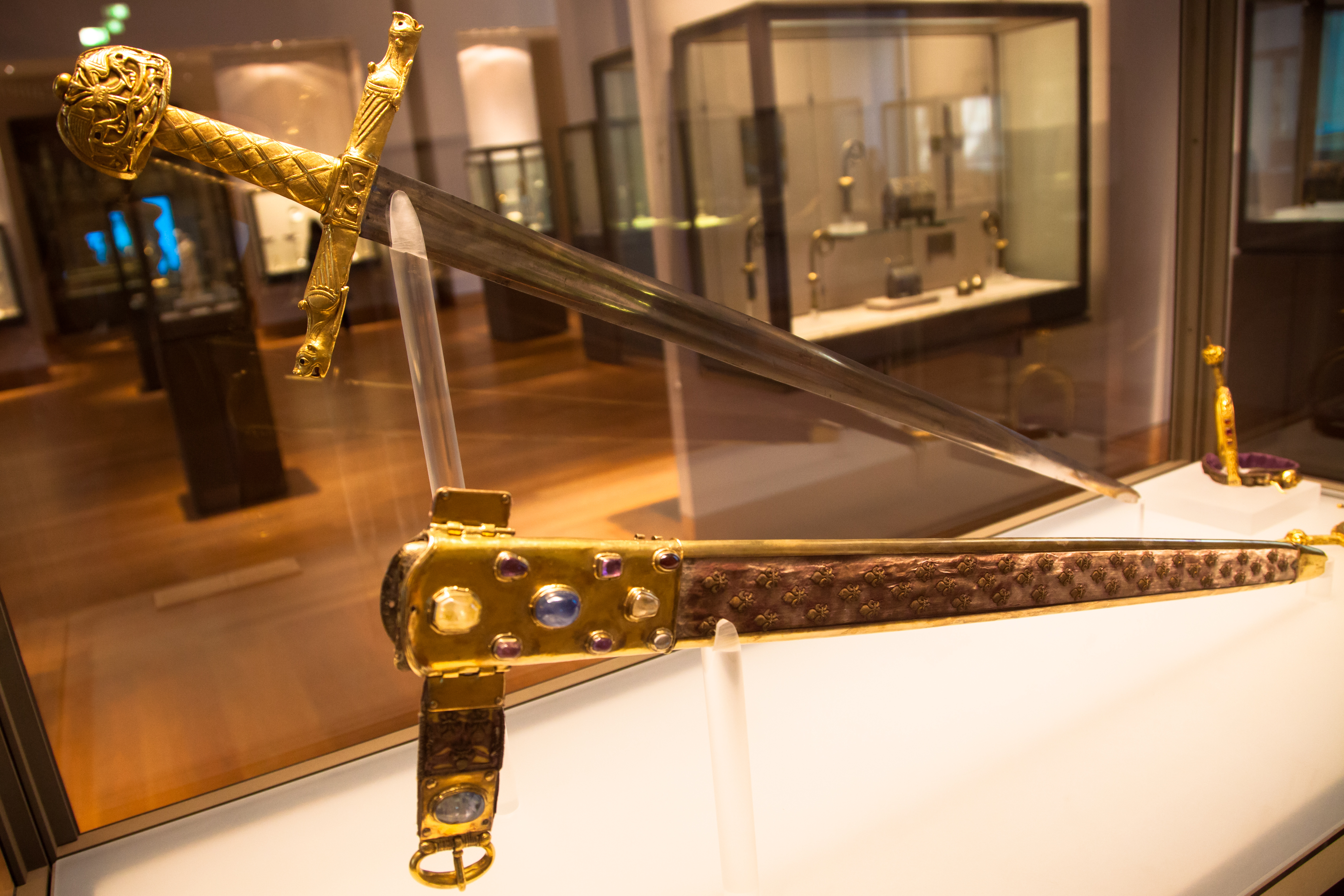
Меч коронации

Меч Карла Великого, или Жуайёз  (фр. Joyeuse).
Различные элементы эфеса меча датируется IX—XII веками. Навершие украшено сражающимися в зарослях фантастическими птицами, гарда — крылатыми драконами. Рукоять явно была переделана позже.
Датировка ножен, изготовленных из позолоченного серебра, вызывает споры. Кураторы Лувра склоняются к позднему изготовлению ножен, в ходе которого использовались элементы старых ножен XIII-начала XIV века.

### Скипетр Карла V
Скипетр Карла V, часто называемый также скипетром Карла Великого. Шедевр парижского ювелирного искусства XIV века. Сохранилось письмо Карлом V ювелирам Сен-Дени, датируемое 7 мая 1380 года, в котором король заказывает новые регалии для коронации, в том числе этот скипетр.

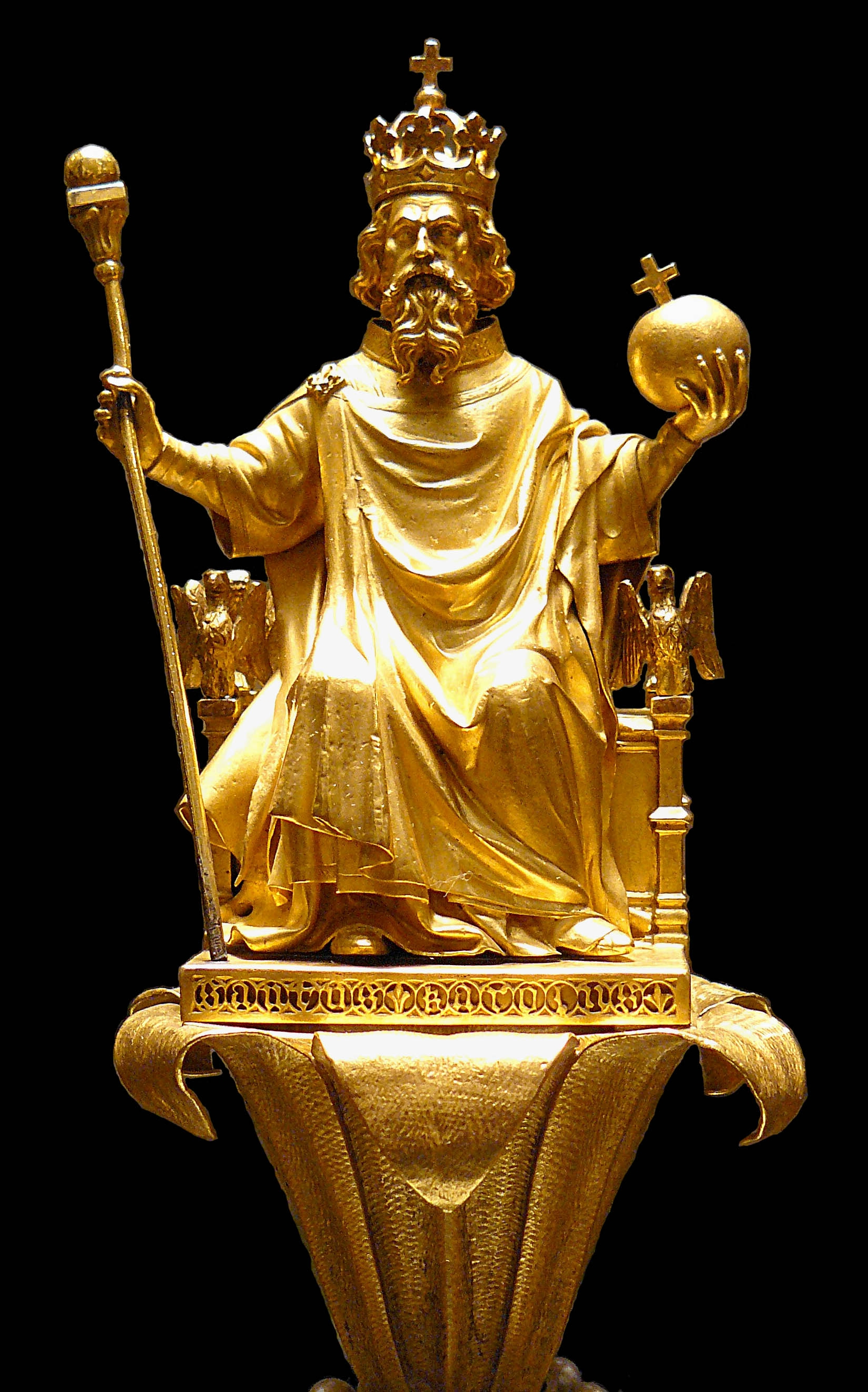
Вершина скипетра Карла V

На вершине скипетра изображён сидящий на троне Карл Великий — после угасания ветви Филиппа Красивого, Францией правит династия Валуа, часто обращающаяся к фигуре Карла Великого, чтобы подчеркнуть свою легитимность на французском престоле.

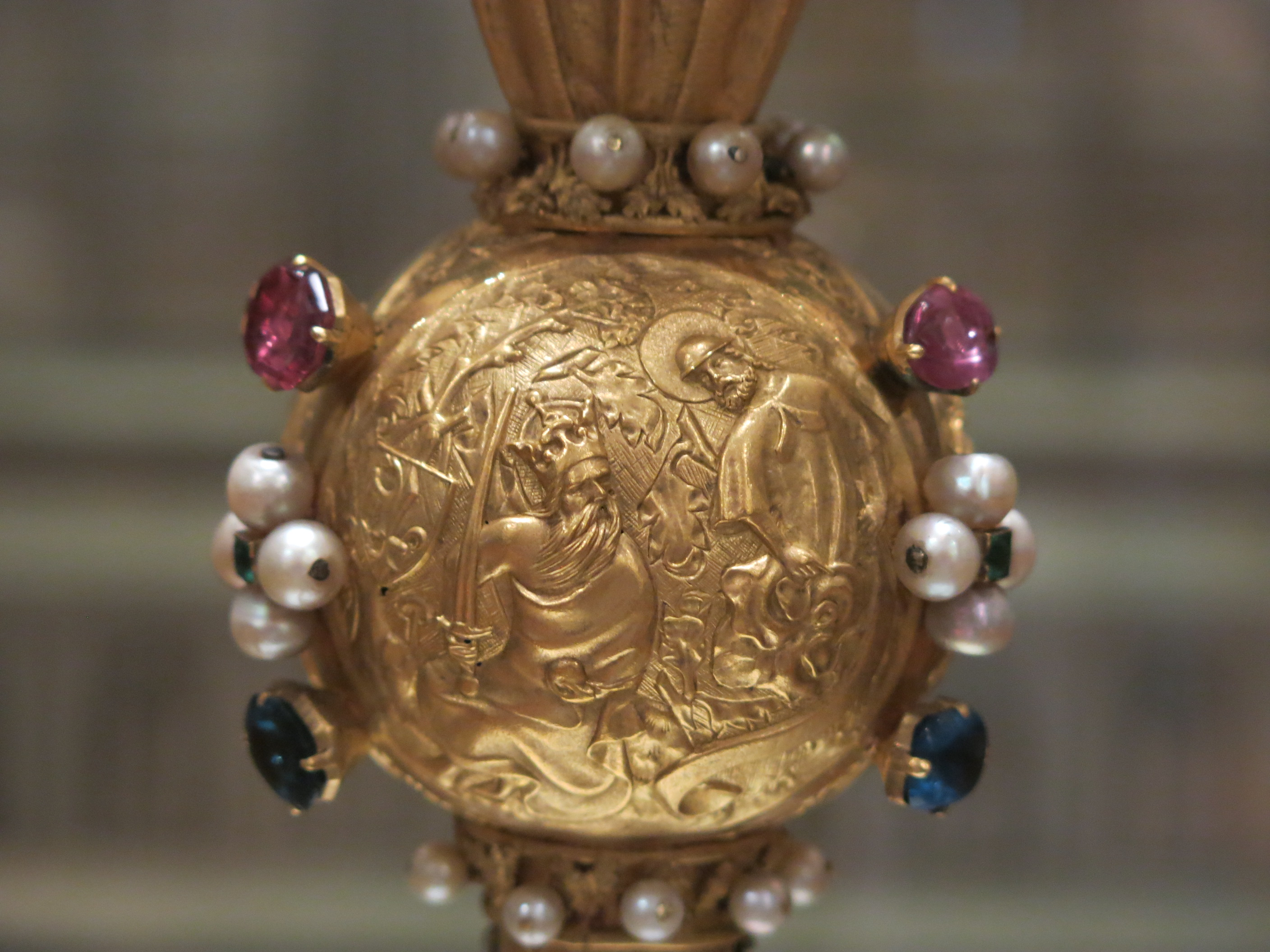
Навершие скипетра Карла V

Сферическое навершие украшено тремя чеканными рельефами: «Святой Иаков наказывает императору освободить Испанию», «Чудо цветущих копий» и «Святой Иаков вырывающий душу Императора из рук демона». Сцены разграничены сине-бело-красными камнями: синие сапфиры, белые алмазы и жемчуг, красная шпинель.
К 1793 году была утеряна большая часть древка. Во время реставрации 1804 года Виван-Денон решил использовать подаренный в 1394 году Сен-Дени посох кантора, чтобы вернуть древку его первоначальную длину.

### Рука правосудия

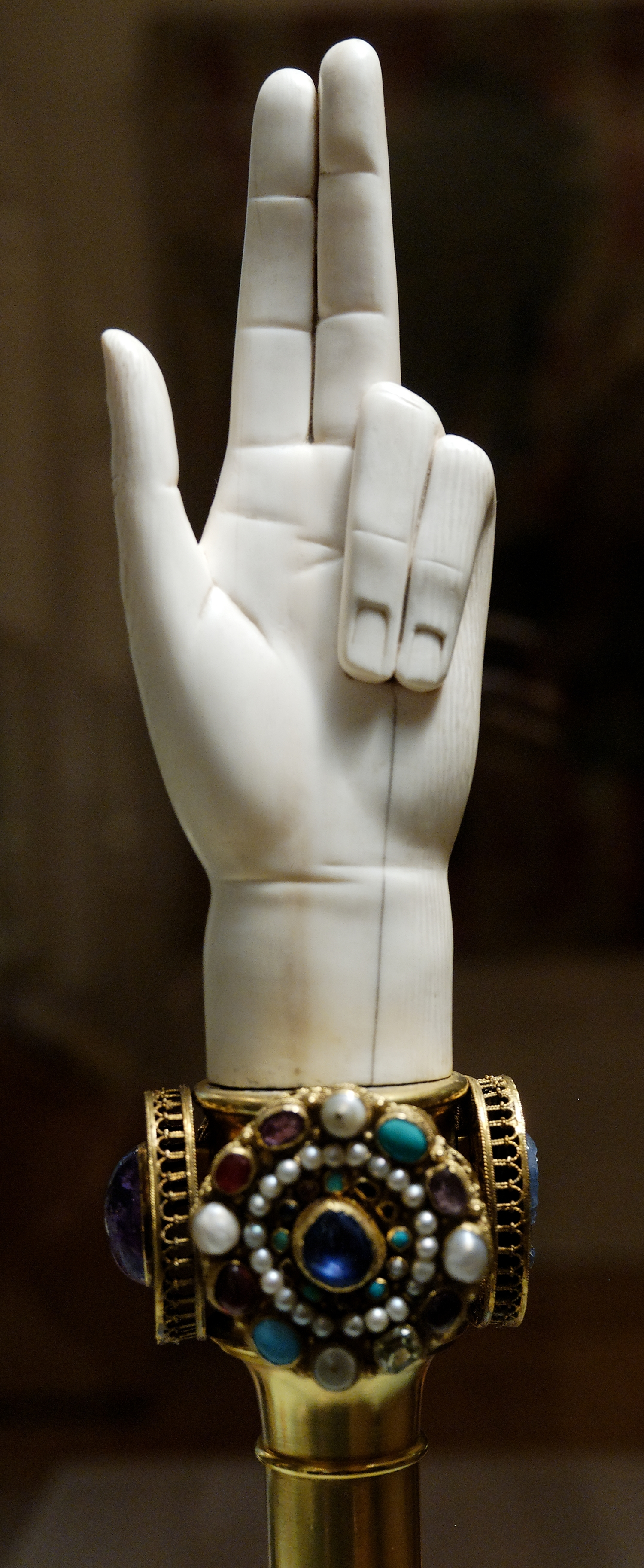
Рука правосудия

Ещё один жезл, вручаемый королю во время коронации — жезл милосердия (фр. verge de clémence) или рука правосудия (фр. main de justice). Это короткий жезл, увенчанный рукой из слоновой кости (в средневековых документах часто говорили о кости единорога). Изображена правая рука с тремя поднятыми для благословения пальцами (большой, указательный и средний). В Сен-Дени хранилось несколько рук правосудия, но в 1794 году ни одна из них не была признана достаточно значимой для сохранения в Музее французских монументов.
В Лувре выставлена рука правосудия, воссозданная в 1804 году Виван-Деноном и Бьенне для коронации Наполеона. Для воссоздания жезла воспользовались гравюрой Монфокона с изображением скипетра и руки правосудия. Гравюра воспроизводила оба жезла зеркально — так на воссозданной руке правосудия оказалась левая рука. Древко также не соответствует историческим реалиям, его длина существенно больше и примерно равна длине скипетра. Под рукой из слоновой кости Виван-Денон поместил украшение с аббатского кольца XIII века, а также две средневековые камеи и античную инталию — все предметы из сокровищницы Сен-Дени.

### Корона Карла Великого

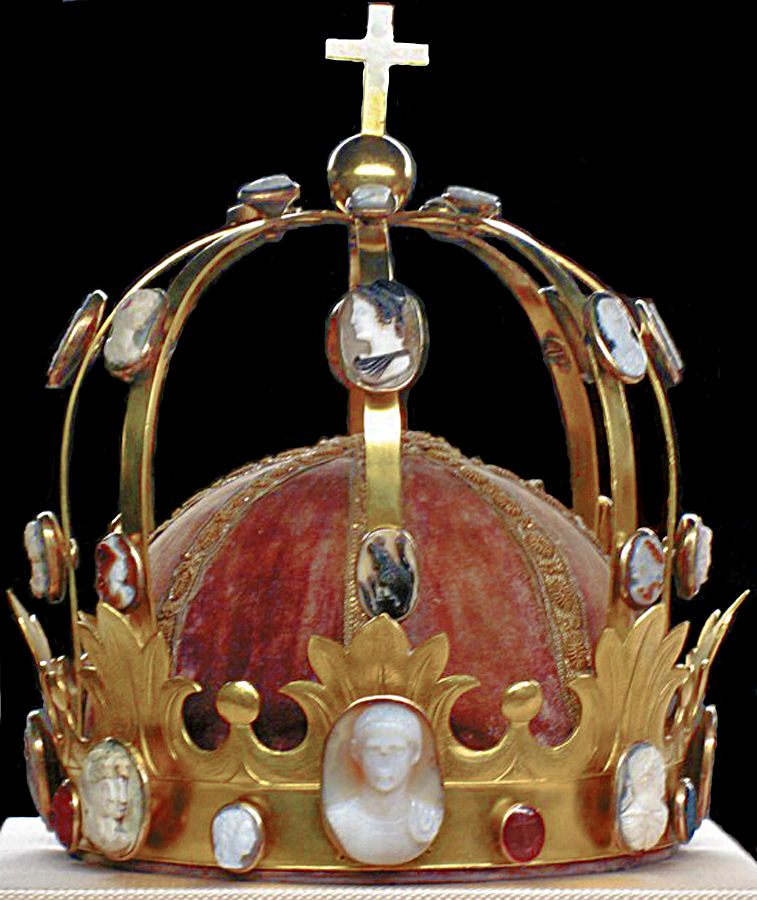
Корона Карла Великого

Короной Карла Великого называют корону, изготовленную в 1804 году по приказу Наполеона.
Настоящая корона Карла Великого (на иллюстрации) не сохранилась, вместе с остальными королевскими коронами она была переплавлена на драгоценные металлы после революции.

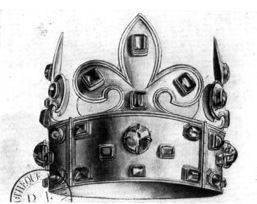
Историческая корона Карла Великого

Для коронации Наполеона снова было принято решение воссоздать корону, как и в случае с рукой правосудия, работу доверили Виван-Денону. В той же книге Монфокона «Les Monuments de la Monarchie française» Виван-Денон находит изображение Карла Великого в короне с раскрытыми лепестками и металлическими полосками, сходящимися к сфере с крестом наверху. По этой гравюре Бьенне изготавливает «Корону Карла Великого»: на арматуру из матового состаренного золота он насаживает множество камей и инталий, в основном снятых с реликвария Святого Бенедикта, подаренного аббатству Сен-Дени в 1401 году.
Наполеон ни разу не воспользовался изготовленной для него короной по назначению: и на коронации 1804 года в Париже, и на коронации 1805 года в Милане корона пролежала всю церемонию на подушечке. Единственный раз Корона Карла Великого была использована для коронации во время коронации Карла X в 1825 году.

### Корона Людовика XV

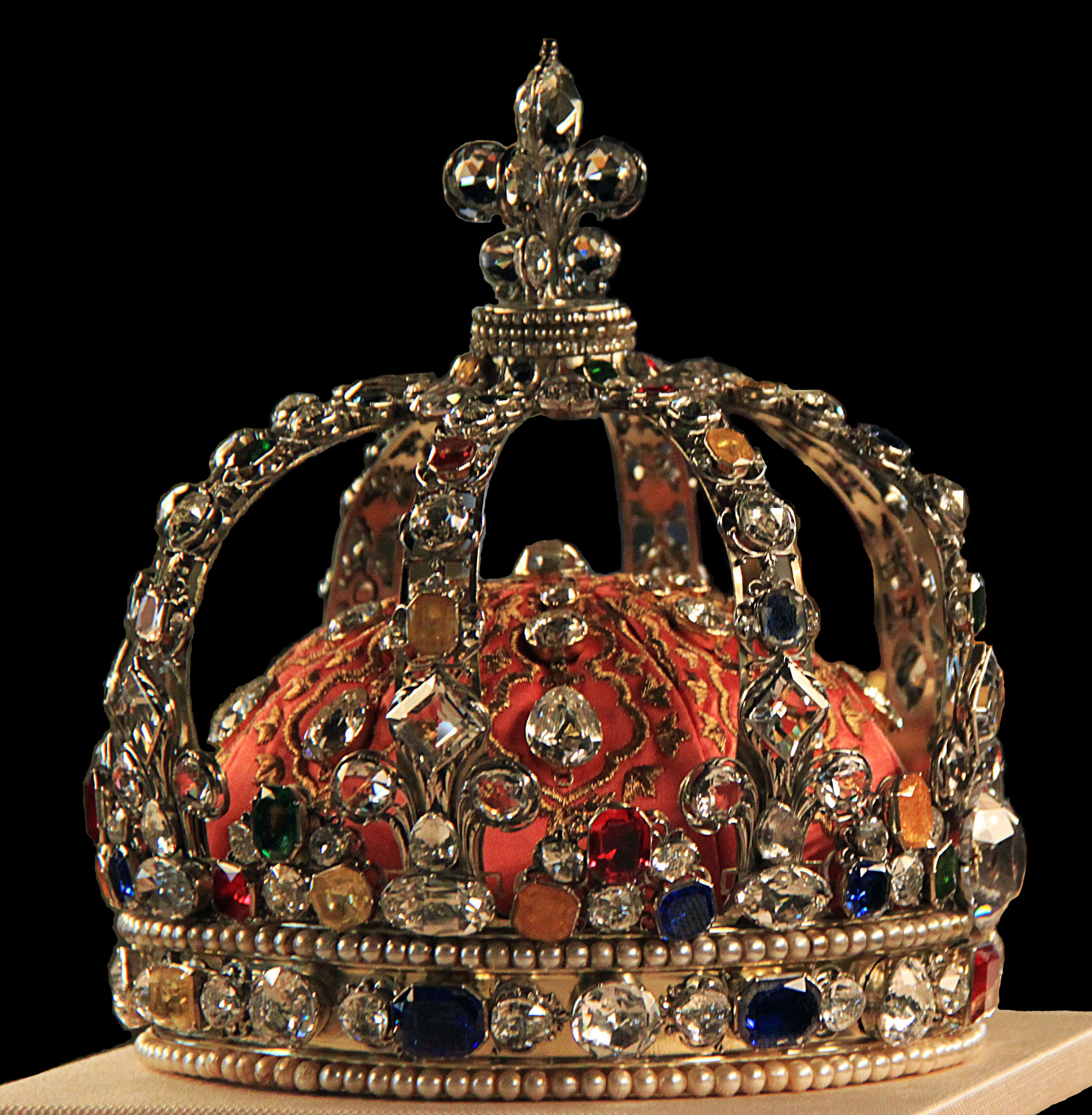
Корона Людовика XV

Корона Людовика XV была создана для коронации Людовика XV. В момент восшествия на трон молодому королю было всего 12 лет. В Сен-Дени в этот момент хранилось две средневековые и три «современные» короны, но ни одна из них не подошла Людовику, и было принято решение изготовить для него две новых короны: одну золотую с орнаментом из королевских лилий, подсолнухов, лавровых листьев и винограда; другую — торжественную, усыпанную драгоценными камням. Вторая из созданных корон — единственная королевская корона, избежавшая разрушения после революции.
Ажурное основание короны изготовлено из позолоченного серебра. В лилии на передней части короны был расположен алмаз Регента, а на двойной лилии, находящейся на самом верху короны — был расположен бриллиант Санси. Всего украшение короны составлял 161 крупный алмаз, 64 цветных драгоценных или полудрагоценных камня, а также 121 маленький бриллиант и 230 жемчужин. Сразу после коронации все драгоценные камни были изъяты из короны и заменены на имитации камней. Кураторы Лувра полагают, что именно достаточно малая стоимость драгоценного металла и полное отсутствие драгоценных камней и спасло корону от разрушения в момент революции.

### Брошь Святого Людовика

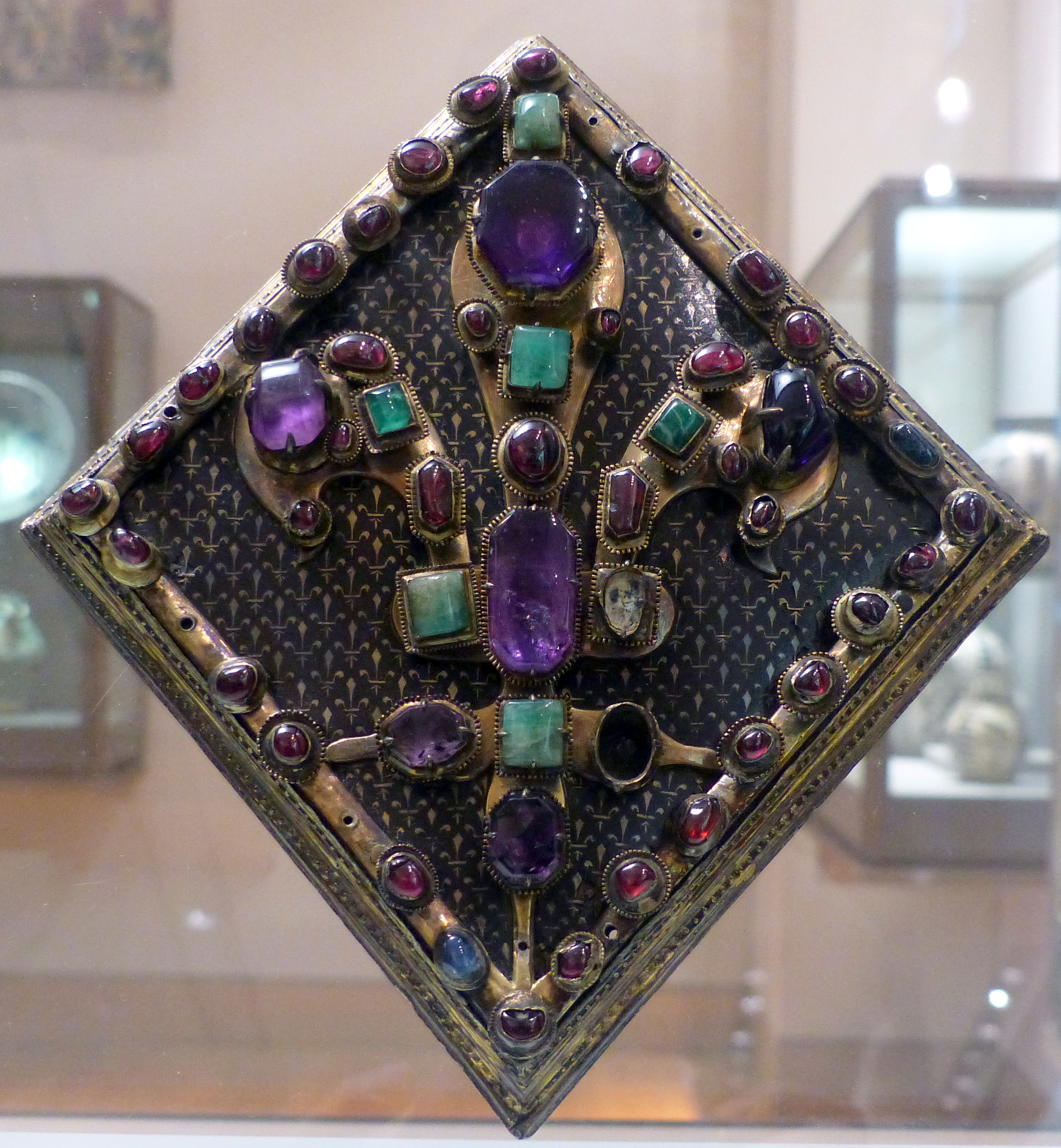
Брошь Святого Людовика

Украшенная драгоценными камнями, выложенными в виде цветка лилии, Брошь Святого людовика использовалась в качестве парадной застёжки для плаща во время коронации.

### Патена коронации

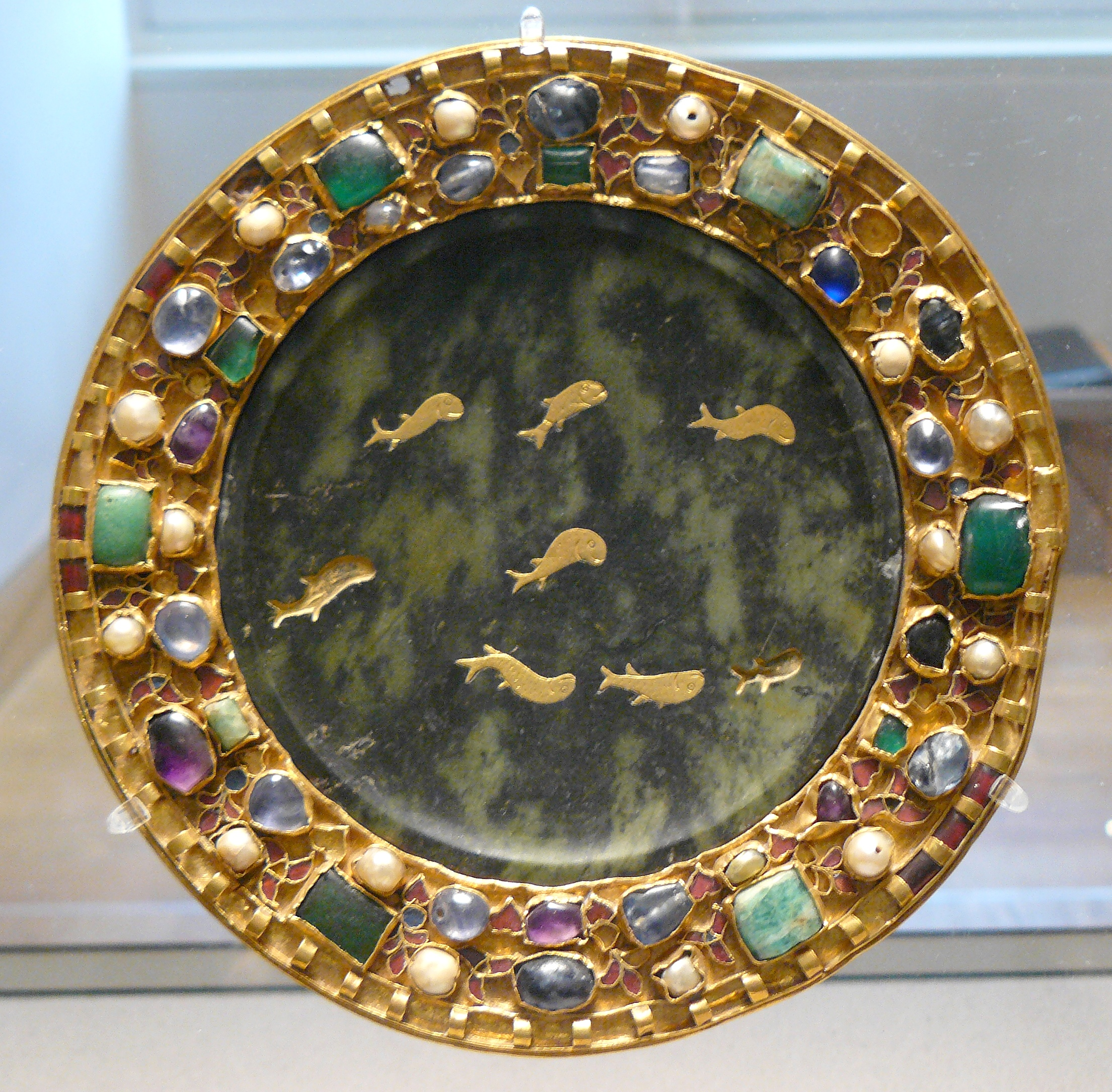
Патена коронации

Патена из серпентина — один из сосудов, использовавшихся во время коронационной литургии. На патене во время мессы находятся гостии, используемые затем для причастия.
Центральная часть патены выполнена из серпентина — это античное произведение искусства, обрамлённое золотой оправой существенно позже. Золотые рыбки были также инкрустированы в камень уже в средние века.
Во время коронации патена использовалась вместе с кубком Птолемеев. Кубок частично сохранился (золотая оправа утеряна во время революции, но античная каменная структура дошла до наших дней), хранится в коллекции Государственной библиотеки Франции.